# NGC 624
NGC 624 est une galaxie spirale barrée située dans la constellation de la Baleine. NGC 624 a été découverte par l'astronome germano-britannique William Herschel en 1785.

## Caractéristiques
Sa vitesse par rapport au fond diffus cosmologique est de 5 574 ± 20 km/s, ce qui correspond à une distance de Hubble de 82,2 ± 5,8 Mpc (∼268 millions d'al).
À ce jour, une mesure non basée sur le décalage vers le rouge (redshift) donne une distance d'environ 86,600 Mpc (∼282 millions d'al). Cette valeur est à l'intérieur des valeurs de la distance de Hubble.
La classe de luminosité de NGC 624 est II et elle présente une large raie HI. Elle renferme également des régions d'hydrogène ionisé.
Selon la base de données Simbad, NGC 624 est une galaxie LINER, c'est-à-dire une galaxie dont le noyau présente un spectre d'émission caractérisé par de larges raies d'atomes faiblement ionisés.